# Vor Frue Kirke (Aarhus)
 For alternative betydninger, se Vor Frue Kirke. (Se også artikler, som begynder med Vor Frue Kirke)
Vor Frue Kirke er Aarhus Midtbys anden middelalderkirke ved siden af den (næsten) jævnaldrende Aarhus Domkirke. Den var sydfløjen i det tidligere kloster for dominikanerordenen, der menes stiftet omkring 1227. Inden da hed den Sankt Nicolai Kirke og fungerede som domkirke, til den nuværende domkirke ved Bispetorv blev taget i brug i 1200-tallet.

## Kryptkirken
Kryptkirken ligger under koret i Vor Frue Kirke. Den er den ældste bevarede stenkirke i Norden. Kryptkirken er opført omkring 1060  efter at Harald Hårderåde under et angreb på byen havde brændt den gamle trækirke. Den var opført i frådsten, men blev begravet under en ombygning og blev først opdaget, udgravet og restaureret omkring 1955 og genindviet i 1957. Der holdes jævnligt gudstjenester i krypten.
- Set fra Klostertorv.
- Set fra nord.
- Fløjaltertavlen fra begyndelsen af 1500-tallet tilskrives Claus Bergs værksted i Odense
- Over alteret I kryptkirken er der et romansk krucifiks fra Gammel Åby Kirke i udkanten af Aarhus. Det originale krucifiks befinder sig på Nationalmuseet i København.
- Kryptkirken under Vor Frue Kirke er den ældste del af kirken - påbegyndt omkring 1060. Den har været tilmuret og glemt, men blev genfundet i 1955 og restaureret året efter.